# Cubaris kashmiri
Cubaris kashmiri is een pissebed uit de familie Armadillidae. De wetenschappelijke naam van de soort is voor het eerst geldig gepubliceerd in 1935 door Jackson.